# Златна-Нива
Златна-Нива (болг. Златна нива) — село в Болгарии. Находится в Шуменской области, входит в общину Каспичан. Население составляет 571 человек.

## Политическая ситуация
В местном кметстве Златна-Нива, в состав которого входит Златна-Нива, должность кмета (старосты) исполняет Хриска  Златева Христова (Национальное движение «Симеон Второй» (НДСВ)) по результатам выборов.
Кмет (мэр) общины Каспичан — Валери Радославов Вылков (Болгарская социалистическая партия (БСП)) по результатам выборов.